# Асигара (тяжёлый крейсер)
«Асигара» (яп. 足柄 по названию горы в префектуре Канагава) — японский тяжёлый крейсер. Принадлежал к крейсерам типа «Мёко». Принимал активное участие в боевых действиях на Тихоокеанском театре Второй мировой войны в 1941—1945 годах. Потоплен британской подводной лодкой в районе острова Суматра 8 июня 1945 года.

## Строительство
Появление крейсеров типа «Мёко» связано с подписанием Японией Вашингтонского соглашения, установившего предельное ограничение по тоннажу тяжелых крейсеров в 10 000 тонн. Японский Морской Генеральный Штаб поручил разработать проект крейсера, который соответствовал бы всем ограничениям. Проект разрабатывался под руководством кораблестроителей Юдзуро Хирага и Кикуо Фудзимото.
Стремление компенсировать численное отставание от своих потенциальных противников вынуждало авторов проекта вносить изменения, направленные на повышение огневой мощи корабля. Сначала было решено увеличить количество 200-мм орудий до 10, затем установить на крейсер торпедные аппараты.
«Хагуро» и «Асигара» входили во вторую пару крейсеров этого типа. Заказ на корабль был выдан в конце 1924 года. Его получила частная верфь «Кавасаки». Спуск на воду был осуществлен 22 апреля 1928 года, а передача флоту — 20 августа 1929 года. Корабли этого типа оказались существенно перегруженными, что стало причиной их плохой остойчивости.
Артиллерия главного калибра (200-мм орудия тип 3 № 1) располагалась в пяти двухорудийных башнях: три в носовой части и две — в кормовой. За комплексом из носовых башен размещалась массивная надстройка, на которой располагались мостик рубки, посты управления. В центральной части корабля находились две дымовые трубы, трёхногая грот-мачта и ангар для гидросамолётов. В кормовой части, помимо двух башен главного калибра, располагалась катапульта для запуска самолётов.
Помимо главного калибра, крейсер был вооружён шестью 120-мм орудиями тип 10 в зенитном варианте, размещёнными в одноорудийных установках в центральной части корабля. Зенитное вооружение дополняли всего два 7,7-мм пулемёта. Важной частью вооружения являлись четыре трёхтрубных торпедных аппарата тип 12, которые находились парами по обоим бортам на средней палубе. Общий запас торпед составлял 24 единицы. Мощные 610-мм торпеды существенно усиливали огневую мощь корабля, но в то же время представляли огромную опасность для самого корабля при попадании в их боевую часть. Авиационное вооружение по проекту состояло из двух гидросамолётов Накадзима E2N или «тип 15».
Бронирование корабля состояло из броневого пояса толщиной 102 мм с наклоном наружу в 12 градусов. Протяженность его составляла 123 метра, но высота распределялась неравномерно. Из-за значительной перегрузки корабля большая часть брони оказалась под водой. Горизонтальное бронирование палубы составляло 32-35 мм (средняя палуба над машинным отделением и нижняя палуба над погребами боезапаса). В центральной части дополнительной бронёй в 12-25 мм была усилена также верхняя палуба. Также были забронированы барбеты башен главного калибра (76 мм) и рулевое отделение (25-50 мм)
Подводная защита состояла из булей длиной 93 м и максимальной высотой 2,5 метра, которые заполнялись стальными трубами. От корпуса були были отделены продольной двухслойной переборкой толщиной 58 мм. Предполагалось, что защита будет способна выдержать попадание 533-мм торпеды.

## История службы

### Довоенный период
С момента ввода в строй крейсеры типа «Мёко» составили 4-ю дивизию крейсеров, причём «Асигара» являлся флагманским кораблём. Он был приписан к военно-морскому округу Сасебо. В 1930 году высота носовых дымовых труб была увеличена на 2 метра, чтобы устранить воздействие газов на мостик. В декабре 1932 года в связи со вступлением в строй новых крейсеров все крейсеры типа «Мёко» были выведены в резерв, где они ожидали своей очереди на модернизацию. В мае 1933 года корабли этого типа сформировали 5-ю дивизию крейсеров. Единственной службой кораблей стало участие в летних маневрах и большом параде у Иокогамы 25 августа 1933 года.
За время нахождения в резерве в 1933—34 гг. была проведена замена орудий главного калибра. Вместо 200-мм орудий были установлены 203-мм орудия тип 3 № 2, которые отличались большей дальностью и применяли более тяжелые снаряды, в том числе и особые «ныряющие» снаряды тип 91. Были внесены изменения в конструкцию погребов и подъёмников.
В ноябре 1934 года крейсер был поставлен на модернизацию на военно-морской верфи Мицубиси в Нагасаки, которую проходил до февраля 1935 года. В ходе модернизации вооружение корабля претерпело существенные изменения. 120-мм зенитные орудия тип 10 были заменены на 8 127-мм орудий тип 89 в спаренных установках. Для них была построена дополнительная зенитная палуба между второй трубой и 4-й башней ГК. Установки были размещены на спонсонах. Помимо этого ПВО корабля было усилено установкой двух счетверённых 13-мм зенитных пулемётов тип 93 по обеим сторонам от передней дымовой трубы.

Был демонтирован ангар для самолётов и старая катапульта, которая была заменена двумя пороховыми катапультами тип 2 модель 3.
Открытое хранение самолётов позволяло оснастить крейсер сразу четырьмя разведывательными самолётами Накадзима E8N, хотя до 1936 года корабль нёс как правило два самолёта этого типа.
В районе четвёртой башни на верхней палубе были установлены два новых четырёхтрубных торпедных аппарата тип 92 модель 1, которые были оснащены торпедами тип 90 с системой быстрой перезарядки. Общее количество торпед составляло 16 шт. Прежние неподвижные торпедные аппараты были демонтированы. Численность экипажа возросла с 814 до 832 человек, которые в основном были размещены на месте, освободившимся после демонтажа торпедных аппаратов. Все эти изменения привели к очередному повышению водоизмещения почти до 14000 тонн. Для повышения остойчивости корабля были установлены дополнительные були, что увеличило ширину корабля ценой снижения скорости.
По окончании модернизации крейсер принял участие в больших маневрах в составе временно сформированного Четвёртого флота. На пути с учений, 26 сентября 1935 года корабли флота попали в мощный тайфун, который нанёс большие повреждения кораблям и привёл к расследованию, показавшему необходимость изменения конструкции большинства типов японских кораблей. Крейсер «Мёко» получил серьёзные повреждения надстроек и корпуса. Это происшествие заставило в срочном порядке усилить корпуса кораблей этого типа между средней и верхней палубой 25-мм стальными плитами, что позволило снизить продольное напряжение в корпусе.
После мероприятий по усилению корпуса, весной 1937 года «Асигара» отправился с визитом в Европу. Он должен был представлять Императорский флот на коронационном параде в честь коронации Георга VI в Спитхеде 20 мая. Крейсер вышел из Йокосуки 3 апреля и, пройдя Суэцким каналом, прибыл в Портсмут 10 мая. После этого «Асигара» 24—31 мая посетил Киль и ушел назад в Японию, прибыв в Сасебо 8 июля. Вернувшись из долгого плавания, совместно с другими крейсерами своего типа, крейсер осуществлял переброску войск из Японии в Китай и осуществлял патрулирование прибрежных китайских вод. Затем до февраля 1939 года служил в китайских водах в качестве флагмана 4-го Флота.
К концу 1930-х гг. была запланирована очередная модернизация кораблей этого типа. В связи с этим «Асигара» в начале 1939 года был выведен в резерв, но почти год ожидал своей очереди на модернизацию из-за загрузки верфей. Приказ на модернизацию корабля на верфи в Йокосуке был получен лишь в июне 1940, а сами работы проходили в течение года до конца июня 1941 года.
В ходе модернизации была существенно изменена система управления артиллерийским огнём главного калибра. Зенитное вооружение было существенно усилено установкой четырёх спаренных установок 25-мм автоматических орудий тип 96, которые всю войну оставались главным средством ближней ПВО японского флота. Число пулемётов сократилось до двух спаренных установок калибра 13 мм. Значительно было усилено торпедное вооружение: крейсер получил ещё два четырёхтрубных торпедных аппарата тип 92 модель 1. В очередной раз была заменена катапульта. Теперь с катапульты тип 2 модель 5 можно было запускать более тяжелые самолёты Аити Е13А1 и Мицубиси F1M.
Помимо изменений вооружения была модернизирована энергетическая установка и усилена противоторпедная защита за счет установки новых булей, заполненных стальными трубами и имевшими оборудование для быстрого затопления и осушения. Считалось, что противоторпедная защита способна выдержать взрыв 250-кг заряда торпеды. Для повышения эффективности борьбы за живучесть был смонтирован центральный пост борьбы за живучесть.
«Асигара» после модернизации стал вторым флагманом экспедиционного флота в Китае. В водах южного Китая он действовал до апреля 1941 года, зайдя в январе в Сайгон во время франко-тайской войны. В апреле 1941 года японский флот активно готовился к масштабным боевым действиям. На крейсере установили систему размагничивания, а часть объёма булей заполнили трубами. После этого «Асигара» пришёл к побережью Южного Китая, где в июле участвовал в операциях по оккупации Южного Индокитая.

### Начальный период войны на Тихом океане
В начале войны «Асигара», входя в состав 16-й дивизии тяжёлых крейсеров, одновременно являлся флагманом 3-го Флота или Блокадно-транспортных сил под командованием вице-адмирала Такахаси, который базировался на Формозе. Задачей 3-го Флота был захват Филиппин. «Асигара» действовал в составе Северного соединения прикрытия (2 тяжёлых и 1 лёгкий крейсера, 2 гидроавиатранспорта и 2 эсминца).
Уже 10—11 декабря 1941 года Северное соединение прикрывало высадку на севере острова Лусон. Ответные действия американцев были ограничены нехваткой сил, поэтому за время операции крейсер подвергся одной атаке бомбардировщиков B-17, которые сбросили бомбы мимо корабля. 21 декабря «Асигара» осуществлял прикрытие высадки в заливе Лингайен. Крейсер был вновь безрезультатно атакован авиацией (патрульными летающими лодками «Каталина»). В конце декабря бои переместились в южную часть Филиппинского архипелага, и «Асигара» как флагман 3-го Флота переместился в район залива Давао.
Следующим этапом борьбы стали бои за острова Ява и Суматра. Для сопротивления японскому вторжению ещё в начале января было создано совместное командование силами союзников (ABDA). К концу февраля на Яве была собрана объединённая эскадра во главе с голландским адмиралом Карелом Доорманом, которая должна была защитить остров от японцев. Действия этой эскадры привели к серии морских боёв.
 Тяжелый крейсер «Асигара» вновь стал флагманским кораблём Сил вторжения южного ударного соединения. На нём развернул свой штаб вице-адмирал Такахаси. Утром 1 марта крейсера «Мёко» и «Асигара» в сопровождении двух эсминцев встретились с уходящим от преследования японских кораблей повреждённым английским тяжёлым крейсером «Эксетер» в сопровождении двух эсминцев (британский «Энкаунтер» и американский «Поуп»). В произошедшем затем бою японское соединение потопило все три корабля. За время боя «Мёко» и «Асигара» выпустили в общей сложности 1171 снаряд главного калибра и по 8 торпед, добившись многих попаданий в корабли противника. Ответных попаданий не было. После успешного окончания боя крейсеры вернулись в Макасар.
В отличие от других тяжелых крейсеров «Асигара» вновь получил особое назначение, оставшись в составе Флота в Юго-Восточном районе. Здесь он находился до конца мая, после чего перешёл в Сасебо для проведения текущего ремонта и докования (2-25 июня 1942 года). После этого он вновь вернулся в Сурабаю, где стал флагманским кораблём Южного Экспедиционного Флота. Здесь он провёл весь период ожесточённых боёв в районе Соломоновых островов, лишь однажды, в первой половине октября 1942 года, совершив рейс по доставке частей 2-й пехотной дивизии с Явы на остров Шортленд. В конце декабря прошёл докование в Сингапуре, затем вновь вернулся в Сурабаю. Никаких боевых действий в этом районе не происходило, и крейсер простоял в базе до апреля 1943 года, после чего прибыл в Сасебо для очередного ремонта (9 апреля — 10 мая).

### Кампании 1943—44 гг.
В ходе ремонта крейсер получил новый радар тип 21. Также было усилено зенитное вооружение — около грот-мачты были установлены две спаренные установки 25-мм автоматов. После окончания ремонта «Асигара» был включён в состав 16-й дивизии крейсеров. Служба на отдалённом театре военных действий не изобиловала событиями. Крейсер прошёл очередное докование в октябре 1943 года в Сингапуре.
В начале января 1944 года «Асигара» принял участие в перевозке войск в Мергуй, а в феврале был переброшен на север в состав 21-й эскадры крейсеров 5-го Флота (Флот Северо-Восточного района). По пути к новому месту службы крейсер посетил Сасебо, где в марте 1944 года прошёл очередной ремонт и модернизацию. В кормовой части были установлены 8 дополнительных 25-мм орудий, а также новый радар тип 22.
На северном участке корабль базировался в Оминато до июня 1944 года. Он в очередной раз пропустил крупное сражение у Марианских островов. В сентябре 1944 года корабль прошёл очередной ремонт и модернизацию. По традиции было усилено зенитное вооружение. На этот раз было установлено сразу 24 25-мм орудия: 2 спаренных установки, в носу и в корме, и 20 одиночных. В итоге общее число таких орудий достигло 48 единиц, что при отсутствии полноценной системы управления огнём не решало проблемы ближней ПВО корабля. На грот-мачте установили новый радар ПВО тип 13 с дальностью обнаружения групп самолётов 100 км и одиночных самолётов — 50 км. Также был заменён и радар для обнаружения надводных целей. Теперь крейсер был оснащён радаром тип 22 № 4, который мог обнаружить крупный корабль на расстоянии 25 км, кроме того имелась возможность осуществлять коррекцию огня.
После модернизации крейсер находился во Внутреннем море. В середине октября крейсер в составе 2-го Ударного Соединения принял участие в попытке преследования «разгромленного» американского флота, который атаковал остров Формоза. На самом деле японцам противостояло полностью боеспособное и значительно превосходящее в силах соединение американского флота. К счастью, воздушная разведка своевременно сообщила о силах противника, и японские корабли вернулись на базу. Вскоре поступило сообщение о начале высадки американцев на Филиппинах и почти все боеспособные силы японского флота были брошены в решающее сражение.

### Сражение у Филиппин
«Асигара» был включён в состав Второго Ударного соединения (арьергарда Южного Соединения) под командованием вице-адмирала Симы. Оно должно было действовать совместно с авангардом Южного Соединения вице-адмирала Нисимуры. Утром 24 октября корабли соединения Симы были обнаружены американскими самолётами при входе в пролив Суригао. Противостоящее им соединение американского 7 Флота обладало подавляющим преимуществом в силах, к тому же японцы так и не добились объединения своих сил в этом районе. Что в итоге спасло корабли арьергарда.
Авангардное соединение японцев в ночь на 25 октября было полностью уничтожено артиллерийским огнём и торпедами. Крейсера и эсминцы Симы лишь стали свидетелями гибели своих товарищей. Около 4 утра, ориентируясь по ошибочным данным радара крейсера «Нати», крейсер «Асигара» произвёл торпедный залп по небольшим островкам Хайбьюсон, которые были приняты за вражеские корабли. На этом курьёзном случае участие крейсеров соединения Симы в сражении завершилось. Японский адмирал, осознав гибель главных сил Южного соединения, приказал отступить.
При этом «Асигара» оказался одним из немногих кораблей, избежавших повреждений в боях 24—25 октября. 28 октября он прибыл в Манилу для прикрытия транспортных операций. Постоянные налёты американской авиации на Манильскую бухту вынудили принять решение о перебазировании крейсера в район Сингапура. 12 ноября «Асигара» ушёл из Манилы. Сражение у Филиппин стало настоящим избиением крейсерских сил японского флота — было потоплено 7 тяжёлых крейсеров и повреждено 6 кораблей.
Участие «Асигары» в Филиппинской кампании на этом не закончилось. Получив сведения о высадке американцев на острове Миндоро, командование флота решило провести набеговую операцию против десанта. Для этого был привлечён единственный боеспособный тяжёлый крейсер. «Асигара» вышел из Сингапура и через Камрань выдвинулся к порту Сан-Хосе. Вечером 26 декабря корабль был атакован бомбардировщиками B-25 и получил повреждение 227-кг авиабомбой. Попадание в среднюю часть корпуса убило и ранило 10 человек из состав экипажа и вызвало сильный пожар. Во избежание взрывов пришлось выбросить за борт торпеды. Тем не менее, крейсер выполнил свою задачу в ночь на 27 декабря, обстреляв место высадки (было выпущено 158 фугасных и 68 осветительных снарядов).

### Гибель корабля
Последние месяцы службы «Асигара» провёл в Сингапуре, некоторое время являясь флагманским кораблём 5-го Флота под командованием вице-адмирала Симы. В начале февраля «Асигара» вместе с «Хагуро» вновь составил 5 дивизию тяжёлых крейсеров, но уже 16 мая она была расформирована, так как «Хагуро» погиб. 4 июня крейсер в роли быстроходного транспорта вышел из Сингапура в Батавию в сопровождении эсминца «Камикадзе». Там он принял на борт 1600 человек и 480 тонн грузов и 7 июня вышел в обратный путь. Выход корабля не остался незамеченным — американская подводная лодка «Блюбек» сообщила об этом британским союзникам. Группа подводных лодок (P249 Stygian и P331 Trenchant) подстерегала крейсер в проливе Бангка. 8 июня подводная лодка «Тренчант» выпустила восемь 533-мм торпед по двигавшемуся с 20-узловой скоростью крейсеру с расстояния 3000 метров. Хотя на корабле заметили торпеды и предприняли манёвр уклонения, четыре из них поразили цель. Затем лодка развернувшись выпустила ещё 2 торпеды из кормовых аппаратов, крейсер получил ещё одно попадание. Было предпринята попытка контрзатопления, но это не помогло, и в 12:37, через 20 минут после атаки, «Асигара» перевернулся и затонул в точке с координатами 01°59′ ю. ш. 104°56′ в. д.. Эсминцу «Камикадзе» удалось спасти 853 человека и около 400 солдат, доставив их в Сингапур. Крейсер «Асигара» был исключен из списков флота 20 августа 1945 года.